# Kate Paye
Kate Paye (Woodside, 6 marzo 1974) è un'ex cestista e allenatrice di pallacanestro statunitense, professionista nella ABL e nella WNBA.

## Palmarès
- Campionessa NCAA (1992)